# Vigor Lamezia Calcio 2006-2007
Questa voce raccoglie le informazioni riguardanti la Vigor Lamezia Calcio nelle competizioni ufficiali della stagione 2006-2007.

## Rosa
| N. |                   | Ruolo | Calciatore            |
| -- | ----------------- | ----- | --------------------- |
|    | Italia (bandiera) | A     | Alessandro Alessandrì |
|    | Italia (bandiera) | D     | Davide Bagarollo      |
|    | Italia (bandiera) | C     | Raffaele Battisti     |
|    | Italia (bandiera) | D     | Bruno Bilotta         |
|    | Italia (bandiera) | C     | Alberto Carraro       |
|    | Italia (bandiera) | P     | Severo De Felice      |
|    | Italia (bandiera) | D     | Bernardino Di Muro    |
|    | Italia (bandiera) | D     | Mauro Facci           |
|    | Italia (bandiera) | C     | Giovanni Lavrendi     |
|    | Italia (bandiera) | A     | Giovanni Lisi         |
|    | Italia (bandiera) | C     | Savino Martone        |

| N. |                   | Ruolo | Calciatore         |
| -- | ----------------- | ----- | ------------------ |
|    | Italia (bandiera) | P     | Francesco Parrotta |
|    | Italia (bandiera) | D     | Marco Petrassi     |
|    | Italia (bandiera) | A     | Antongiulio Picci  |
|    | Italia (bandiera) | C     | Andrea Pippa       |
|    | Italia (bandiera) | D     | Gennaro Porpora    |
|    | Italia (bandiera) | A     | Paolo Ramora       |
|    | Italia (bandiera) | A     | Vincenzo Riccobono |
|    | Italia (bandiera) | C     | Antonio Rocca      |
|    | Italia (bandiera) | A     | Michele Sergi      |
|    | Italia (bandiera) | D     | Graziano Ursino    |
|    | Italia (bandiera) | C     | Claudio Zaminga    |